# صرع الفص الجبهي
صرع الفص الجبهي (اختصارًا FLE) هو اضطراب عصبي مميز بنوبات متقطعة وجيزة تنشأ في الفصين الجبهيين للدماغ، وغالبًا ما تحدث عند نوم المريض. يأتي في المرتبة الثانية بعد صرع الفص الصدغي (تي إل إي) كأكثر أنواع الصرع شيوعًا، ويتشابه مع النوع الصدغي بالنوبات الجزئية (بؤرية) التي تميز كليهما. تأخذ النوبات الجزئية الناشئة في الفصين الجبهيين أحد الشكلين: إما نوبات جزئية بسيطة (لا تؤثر على الوعي أو الذاكرة) أو نوبات جزئية مركبة (تؤثر على الوعي أو الذاكرة قبل النوبة أو خلالها أو بعدها). قد تختلف أعراض صرع الفص الجبهي ومظاهره السريرية بناءً على المناطق المتأثرة المحددة من الفص الجبهي.
قد يصعب كشف بدء النوبة نتيجة احتواء الفص الجبهي وتنظيمه العديد من البنى والوظائف لا يُعرف عنها إلا القليل نسبيًا. نظرًا إلى افتقار المعرفة الكافية فيما يتعلق بالوظائف المرتبطة مع الفصين الجبهيين، قد تؤدي النوبات الناشئة في مناطق الدماغ هذه إلى حدوث أعراض غير اعتيادية، إذ غالبًا ما تُشخص بشكل خاطئ كاضطراب نفسي، أو نوبة غير صرعية أو اضطراب نوم.
أثناء بدء النوبة، قد يبدي المريض وضعية جسم غير طبيعية، أو عرة حسية حركية أو شذوذات في المهارات الحركية. في بعض الحالات، قد يحدث ضحك أو بكاء لا إرادي أثناء النوبة. قد يظهر أو لا يظهر الأشخاص المصابون وعيًا على تصرفهم بشكل غير طبيعي، اعتمادًا على المريض ونوع النوبة. يتبع النوبة الناشئة في الفصين الجبهيين أحيانًا فترة قصيرة من الارتباك تُعرف بالحالة التالية للنشبة. مع ذلك، يتعذر غالبًا كشف هذه الحالات التالية للنشبة إذ لا تدوم مثل فترات الارتباك التالية لنوبات الفصين الصدغيين.
تتراوح أسباب صرع الفص الجبهي العديدة من الوراثية إلى إصابات الرأس التي تسبب آفات في الفصين الجبهيين. على الرغم من التشخيص الخاطئ لصرع الفص الجبهي غالبًا، يمكن إجراء بعض الاختبارات مثل مراقبة «إي إي جي» المطولة و/أو فحص «إم آر آي» على الفصين الجبهيين من أجل كشف وجود ورم أو تشوه وعائي. بعكس معظم اختبارات «إي إي جي» الصرعية، تسبق شذوذات «إي إي جي» الخاصة بصرع الفص الجبهي البدء الجسدي للنوبة وتساعد في تحديد موقع أصل النوبة. تُوصف أدوية مضادات الصرع نموذجيًا للسيطرة على بدء النوبات، مع ذلك، يجب على المريض الخضوع إلى الجراحة لاستئصال المناطق البؤرية من الفصين الجبهيين في حال عدم فعالية الأدوية.

## العلامات والأعراض
قد تشمل علامات نوبات الفص الجبهي وأعراضها ما يلي:
- حركات الرأس والعين نحو جانب واحد
- عدم استجابة جزئية أو كلية أو صعوبة في الكلام
- صراخ انفعالي، بما في ذلك الشتائم أو الضحك
- وضعيات الجسم الشاذة، خاصة وضعية المبارزة
- حركات تكرارية، مثل الاهتزاز أو حركة دواسات الدراجة أو حركة الدفع

تنتج الأعراض الصرعية بشكل متكرر عن انتشار فرط النشاط الناشئ داخل بؤرة مركزية واحدة إلى مناطق الدماغ الجانبية مسببًا منظومة من الأعراض. نظرًا إلى التنوع الهائل في الوظائف المعرفية والحركية التي تحدث داخل الفصين الجبهيين، تتنوع الأعراض التي قد تنشأ من النوبات الصرعية للغاية بناءً على طبوغرافيا الأصل البؤري وجانبه. بشكل عام، تتراوح هذه الأعراض، في أي منطقة من الجسم، من وضعية الجسم غير الطبيعية وغير المتناظرة إلى الهياج الصوتي المتكرر والحركات النفضية المتكررة. تحدث الأعراض نموذجيًا في هبات قصيرة لا تتجاوز مدتها الدقيقة، غالبًا أثناء نوم المريض. في معظم الحالات، يختبر المرضى أورة جسدية أو عاطفية من النخز، أو الخدر أو التوتر قبل حدوث النوبة. يرتبط الخوف مع كل من نوعي الصرع، صرع الفص الجبهي وصرع الفص الصدغي، لكن يظهر الخوف في صرع الفص الجبهي بشكل رئيسي على وجه المصاب، بينما يُعتبر في الصرع الصدغي شخصانيًا وداخليًا وغير محسوس للمراقب.
تُعد الوضعية التوترية والحركات الرمعية من الأعراض الشائعة بين غالبية مناطق الفص الجبهي، لذلك، تُعرف النوبات المتعلقة بصرع الفص الجبهي بشكل شائع باسم النوبات التوترية الرمعية. تُعتبر الحركات اللاتوترية شائعة في صرع الفص الجبهي وصرع الفص الصدغي على حد سواء، لكنها عادةً ما تمثل العرض الأول في نوبات صرع الفص الجبهي إذ تكون وجيزة وغير مؤثرة في الوعي. تكون النوبات جزئية مركبة، أو جزئية بسيطة، أو معممة ثانوية أو مجموعة من هذه التصانيف الثلاثة. غالبًا ما تُشخص هذه النوبات الجزئية بشكل خاطئ كنوبات نفسية المنشأ.

### علم الأعراض المرضية
تنشأ مجموعة واسعة من الأعراض المحددة عند تأثر أجزاء مختلفة من القشرة الجبهية.
- الباحة الحركية الإضافية (إس إم إيه)
  - بدء النوبة وانتهائها بشكل مفاجئ
  - وضعية توترية أحادية الجانب أو غير متناظرة في هذه المنطقة بين نصفي الكرة المخية الأيمن والأيسر، أورة حسية جسدية سابقة للعديد من الأعراض الحركية والصوتية الشديدة مع قدرة المصاب على الاستجابة في أغلب الحالات.
  - أعراض حركية: تجهم وجهي وتلقائية مركبة مثل الركل والدفع الحوضي
  - أعراض صوتية: الضحك، أو الصراخ أو توقف الكلام
- القشرة الحركية الأولية
  - تتميز القشرة الحركية الأولية بالنوبات الجاكسونية المنتشرة إلى المناطق المجاورة من الفص ما يحفز حدوث جولة ثانية من النوبات الناشئة في منطقة قشرية أخرى. تُعد النوبات أبسط من تلك الناشئة في «إس إم إيه»، وعادةً ما تتألف من حركات رمعية أو رمعية عضلية مع توقف الكلام. تظهر أيضًا في بعض الحالات وضعية التوجيه العكسي للجانب المقابل أو اللاتوترية.
- المناطق الجبهية الأنسية، أو التلافيف الحزامية، أو الجبهية الحجاجية أو الجبهية القطبية
  - تترافق غالبية أعراض النوبات في هذه المنطقة مع أحاسيس عاطفية وأعراض حشوية حسية. يتشابه الهياج الحركي والصوتي مع نظيره في «إس إم إيه» بضربات متكررة قصيرة، و/أو حركة دواسات الدراجة، و/أو الدفع، و/أو الضحك، و/أو الصراخ و/أو البكاء.
  - يمثل هذا بعض الأمثلة التي من شأنها التسبب بالتشخيص الخاطئ لاضطراب نفسي.
- القشرة الظهرانية الوحشية
  - لا تظهر هذه المنطقة الكثير من الأعراض الحركية، إذ تقتصر على الوضعية التوترية أو الحركات الرمعية. بالإضافة إلى ذلك، يرتبط دوران الرأس للجانب المقابل، أو لنفس الجانب بشكل أقل شيوعًا، إلى جانب انحراف العين مع هذه المنطقة.
- الوصاد
  - تشمل العديد من الأعراض المرتبطة بهذه المنطقة كلًا من الرأس والسبيل الهضمي: البلع، والإفراز اللعابي، والمضغ وإمكانية حدوث هلوسات ذوقية. يشعر المصاب بالخوف قبل النوبة، وغالبًا ما يختبر أورة شرسوفية. يحدث توقف الكلام أيضًا في أغلب الحالات.

## وبائيات
يُعتبر الصرع من الاضطرابات الشائعة، ويصيب 0.5-1% من السكان، ويشكل صرع الفص الجبهي ما يقارب 1-2% من جميع حالات الصرع. يمثل الصرع الجزئي العرضي، الذي يسبب النوبات الجزئية البسيطة، الفرع الأكثر شيوعًا للصرع، ويمكن تصنيفه في قسمين، صرع الفص الجبهي وصرع الفص الصدغي. على الرغم من عدم تحديد عدد حالات صرع الفص الجبهي بدقة، إلا أنه يمثل النمط الأقل شيوعًا للصرع الجزئي، إذ يشكل 20-30% من الإجراءات الجراحية المرتبطة بحالات الصرع المعند. لا يظهر الاضطراب أيضًا أي انحياز جنسي أو عمري، مؤثرًا على الذكور والإناث في جميع الأعمار. في دراسة حديثة، بلغ متوسط عمر المشاركين في التجربة من المصابين بصرع الفص الجبهي 28.5 سنة، وبلغ متوسط العمر لبدء الصرع 9.3 سنوات لصرع الفص الجبهي الأيسر و11.1 سنة لصرع الفص الجبهي الأيمن.

## أنظر أيضاً
- اضطراب الفص الجبهي